# 安迪·法雷爾
安迪·法雷爾（英語：Andy Farrell；1975年5月30日—）是一位英格蘭已經退役的橄欖球運動員。他曾任英格蘭國家橄欖球隊的助理教練。